# 許氏 (蕭長懋)
許氏（?—?），中国南北朝时期南朝齐皇族女性，为萧长懋的妾室，萧昭文的母亲。
萧长懋是南朝齐武帝萧赜的太子，萧长懋早逝，萧赜的皇位由皇太孙萧昭业继承。許氏是萧昭业的庶母，萧长懋的嫡妻是萧昭业的生母王宝明。萧长懋生前没有即位，因此许氏在丈夫生前只被称为姬或宫人。
494年，萧昭业的堂叔公萧鸾先废黜了萧昭业，立萧昭文为皇帝，掌握了政权。萧昭文不仅没有政治权力，连生活上也受到严格控制，其母亲许氏也没有过尊封。不久，萧鸾废黜萧昭文，自立为帝，杀害了萧昭业、萧昭文兄弟。许氏再无记载。